# Cadre-47/2-Europameisterschaft der Junioren 1991/92
Die Cadre-47/2-Europameisterschaft der Junioren 1992 war das 16. Turnier in dieser Disziplin des Karambolagebillards und fand vom 3. bis zum 5. April 1992 in Sierre statt. Die Meisterschaft zählte zur Saison 1991/92.

Logo CEB (ausrichtender Verband)

Martin Horn verteidigte seinen Titel im schweizerischen Sierre souverän vor Raymond Knoors und Xavier Carrer.

## Modus
Gespielt wurde eine Vorrunde im Round-Robin-Modus, danach eine Knock-out-Runde  bis 200 Punkte oder 20 Aufnahmen.
Platzierung in den Tabellen bei Punktgleichheit:
1. MP = Matchpunkte
2. GD = Generaldurchschnitt
3. HS = Höchstserie

## Vorrunde
| Abschlusstabelle Gruppe A | Abschlusstabelle Gruppe A | Abschlusstabelle Gruppe A | Abschlusstabelle Gruppe A | Abschlusstabelle Gruppe A | Abschlusstabelle Gruppe A | Abschlusstabelle Gruppe A | Abschlusstabelle Gruppe A | Abschlusstabelle Gruppe A |
| Platz                     | Name                      | MP                        | Pkte                      | Aufn.                     | GD                        | BED                       | HS                        |                           |
| ------------------------- | ------------------------- | ------------------------- | ------------------------- | ------------------------- | ------------------------- | ------------------------- | ------------------------- | ------------------------- |
| 1                         | Martin Horn               | 6:0                       | 600                       | 32                        | 18,75                     | 40,00                     | 62                        |                           |
| 2                         | Marek Faus                | 4:2                       | 360                       | 51                        | 7,05                      | 7,35                      | 45                        |                           |
| 3                         | Patrick Andre             | 2:4                       | 405                       | 56                        | 7,23                      | 8,55                      | 103                       |                           |
| 4                         | Nikos Polychronopoulos    | 0:6                       | 183                       | 45                        | 4,06                      | -                         | 17                        |                           |

| Abschlusstabelle Gruppe B | Abschlusstabelle Gruppe B | Abschlusstabelle Gruppe B | Abschlusstabelle Gruppe B | Abschlusstabelle Gruppe B | Abschlusstabelle Gruppe B | Abschlusstabelle Gruppe B | Abschlusstabelle Gruppe B | Abschlusstabelle Gruppe B |
| Platz                     | Name                      | MP                        | Pkte                      | Aufn.                     | GD                        | BED                       | HS                        |                           |
| ------------------------- | ------------------------- | ------------------------- | ------------------------- | ------------------------- | ------------------------- | ------------------------- | ------------------------- | ------------------------- |
| 1                         | Raymond Knoors            | 6:0                       | 600                       | 32                        | 18,75                     | 33,33                     | 107                       |                           |
| 2                         | Andreas Faeser            | 4:2                       | 444                       | 42                        | 10,57                     | 22,22                     | 53                        |                           |
| 3                         | Daniel Nielsen            | 2:4                       | 266                       | 53                        | 5,01                      | 5,55                      | 34                        |                           |
| 4                         | Emilio Scaccia            | 0:6                       | 174                       | 35                        | 5,97                      | -                         | 32                        |                           |

| Abschlusstabelle Gruppe C | Abschlusstabelle Gruppe C | Abschlusstabelle Gruppe C | Abschlusstabelle Gruppe C | Abschlusstabelle Gruppe C | Abschlusstabelle Gruppe C | Abschlusstabelle Gruppe C | Abschlusstabelle Gruppe C | Abschlusstabelle Gruppe C |
| Platz                     | Name                      | MP                        | Pkte                      | Aufn.                     | GD                        | BED                       | HS                        |                           |
| ------------------------- | ------------------------- | ------------------------- | ------------------------- | ------------------------- | ------------------------- | ------------------------- | ------------------------- | ------------------------- |
| 1                         | Xavier Carrer             | 5:1                       | 550                       | 49                        | 11,22                     | 20,00                     | 79                        |                           |
| 2                         | Pierre-Alain Rech         | 4:2                       | 415                       | 59                        | 7,03                      | 7,45                      | 32                        |                           |
| 3                         | Mario van Gompel          | 3:3                       | 520                       | 47                        | 11,06                     | 20,00                     | 72                        |                           |
| 4                         | Guy Wolff                 | 0:6                       | 322                       | 57                        | 5,64                      | -                         | 47                        |                           |

| Abschlusstabelle Gruppe D | Abschlusstabelle Gruppe D | Abschlusstabelle Gruppe D | Abschlusstabelle Gruppe D | Abschlusstabelle Gruppe D | Abschlusstabelle Gruppe D | Abschlusstabelle Gruppe D | Abschlusstabelle Gruppe D | Abschlusstabelle Gruppe D |
| Platz                     | Name                      | MP                        | Pkte                      | Aufn.                     | GD                        | BED                       | HS                        |                           |
| ------------------------- | ------------------------- | ------------------------- | ------------------------- | ------------------------- | ------------------------- | ------------------------- | ------------------------- | ------------------------- |
| 1                         | René Tull                 | 6:0                       | 584                       | 47                        | 12,42                     | 16,66                     | 81                        |                           |
| 2                         | Xavier Gretillat          | 4:2                       | 518                       | 38                        | 13,63                     | 33,33                     | 70                        |                           |
| 3                         | Arnim Kahofer             | 2:4                       | 300                       | 33                        | 9,09                      | 13,33                     | 85                        |                           |
| 4                         | William Matthijs          | 0:6                       | 337                       | 42                        | 8,02                      | -                         | 54                        |                           |

## Finalrunde
|  | Viertelfinale 200/20 | Viertelfinale 200/20 |                    |                     | Halbfinale 200/20  | Halbfinale 200/20  |  |  | Finale 200/20 | Finale 200/20 |
|  |                      |                      |                    |                     |                    |                    |  |  |               |               |
|  |                      |                      |                    |                     |                    |                    |  |  |               |               |
|  | Martin Horn          | 2:0/200/5/40,00/79   |                    |                     |                    |                    |  |  |               |               |
|  | Martin Horn          | 2:0/200/5/40,00/79   |                    |                     |                    |                    |  |  |               |               |
|  | Xavier Gretillat     | 0:2/25/5/5,00/19     |                    |                     |                    |                    |  |  |               |               |
|  | Xavier Gretillat     | 0:2/25/5/5,00/19     | Martin Horn        | 2:0/200/4/50,00/116 |                    |                    |  |  |               |               |
|  |                      |                      | Martin Horn        | 2:0/200/4/50,00/116 |                    |                    |  |  |               |               |
|  |                      | Xavier Carrer        | 0:2/37/4/9,25/20   |                     |                    |                    |  |  |               |               |
|  | Xavier Carrer        | Xavier Carrer        | 0:2/37/4/9,25/20   | 2:0/200/17/11,76/57 |                    |                    |  |  |               |               |
|  | Xavier Carrer        |                      |                    | 2:0/200/17/11,76/57 |                    |                    |  |  |               |               |
|  | Andreas Faeser       | 0:2/165/17/9,70/37   |                    |                     |                    |                    |  |  |               |               |
|  |                      |                      | Martin Horn        | 2:0/200/12/16,66/88 |                    |                    |  |  |               |               |
|  |                      |                      |                    | Raymond Knoors      | 0:2/88/12/7,33/52  |                    |  |  |               |               |
|  | René Tull            | 2:0/200/14/14,28/60  |                    |                     |                    |                    |  |  |               |               |
|  | Marek Faus           | 0:2/139/14/9,92/52   |                    |                     |                    |                    |  |  |               |               |
|  | Marek Faus           | 0:2/139/14/9,92/52   | René Tull          | 0:2/145/8/18,12/65  |                    |                    |  |  |               |               |
|  |                      |                      | René Tull          | 0:2/145/8/18,12/65  | Spiel um Platz 3   |                    |  |  |               |               |
|  |                      | Raymond Knoors       | 2:0/200/8/25,00/84 |                     |                    |                    |  |  |               |               |
|  | Raymond Knoors       | Raymond Knoors       | 2:0/200/8/25,00/84 | 2:0/200/16/12,50/40 | Xavier Carrer      | 2:0/182/20/9,10/77 |  |  |               |               |
|  | Raymond Knoors       |                      |                    | 2:0/200/16/12,50/40 | Xavier Carrer      | 2:0/182/20/9,10/77 |  |  |               |               |
|  | Pierre-Alain Rech    | 0:2/99/16/6,18/31    |                    | René Tull           | 0:2/174/20/8,70/69 |                    |  |  |               |               |
|  | Pierre-Alain Rech    | 0:2/99/16/6,18/31    |                    |                     | 0:2/174/20/8,70/69 |                    |  |  |               |               |
|  |                      |                      |                    |                     |                    |                    |  |  |               |               |

## Endergebnis
| MP    | Match Points (Sieger = 2; Unentschieden = 1; Verlierer = 0) |
| Pkte. | Erzielte Karambolagen                                       |
| Aufn. | Benötigte Versuche                                          |
| GD    | Generaldurchschnitt                                         |
| BED   | Bester Einzeldurchschnitt eines Spielers                    |
| HS    | Höchstserie                                                 |
|       | Bester GD des Turniers                                      |
|       | Bester ED des Turniers                                      |
|       | Beste HS des Turniers                                       |
|       | 1. Platz (Gold)                                             |
|       | 2. Platz (Silber)                                           |
|       | 3. Platz (Bronze)                                           |

| Platz                     | Name                   | MP   | Pkte | Aufn. | GD    | BED   | HS  |
| ------------------------- | ---------------------- | ---- | ---- | ----- | ----- | ----- | --- |
| 1                         | Martin Horn            | 12:0 | 1200 | 53    | 22,64 | 50,00 | 116 |
| 2                         | Raymond Knoors         | 10:2 | 1088 | 68    | 16,00 | 33,33 | 107 |
| 3                         | Xavier Carrer          | 9:3  | 969  | 90    | 10,76 | 20,00 | 79  |
| 4                         | René Tull              | 8:4  | 1103 | 89    | 12,39 | 16,66 | 81  |
| 5                         | Xavier Gretillat       | 4:4  | 543  | 43    | 12,62 | 33,33 | 70  |
| 6                         | Andreas Faeser         | 4:4  | 609  | 59    | 10,32 | 22,22 | 53  |
| 7                         | Marek Faus             | 4:4  | 499  | 65    | 7,67  | 7,35  | 52  |
| 8                         | Pierre-Alain Rech      | 4:4  | 514  | 75    | 6,85  | 7,45  | 32  |
| 9                         | Mario van Gompel       | 3:3  | 520  | 47    | 11,06 | 20,00 | 72  |
| 10                        | Arnim Kahofer          | 2:4  | 300  | 33    | 9,09  | 13,33 | 85  |
| 11                        | Patrick Andre          | 2:4  | 405  | 56    | 7,23  | 8,55  | 103 |
| 12                        | Daniel Nielsen         | 2:4  | 266  | 53    | 5,01  | 5,55  | 34  |
| 13                        | William Matthijs       | 0:6  | 337  | 42    | 8,02  | -     | 54  |
| 14                        | Guy Wolff              | 0:6  | 322  | 57    | 5,64  | -     | 47  |
| 15                        | Emilio Scaccia         | 0:6  | 174  | 35    | 5,97  | -     | 32  |
| 16                        | Nikos Polychronopoulos | 0:6  | 183  | 45    | 4,06  | -     | 17  |
| Turnierdurchschnitt: 9,92 |                        |      |      |       |       |       |     |